# Punta Riquelme
Punta Riquelme ist eine Landspitze von Greenwich Island im Archipel der Südlichen Shetlandinseln. Sie liegt zwischen den Landspitzen Punta Ortiz und Labbé Point am nordwestlichen Ende der Discovery Bay.
Wissenschaftler der 1. Chilenischen Antarktisexpedition (1946–1947) benannten die Landspitze nach dem an der Forschungsreise beteiligten Signalgast Riquelme.